# Heard County
Das Heard County ist ein County im Bundesstaat Georgia der Vereinigten Staaten. Der Verwaltungssitz (County Seat) ist Franklin.

## Geographie
Das County liegt im Nordwesten, grenzt im Westen an Alabama und hat eine Fläche von 780 Quadratkilometern, wovon 13 Quadratkilometer Wasserfläche sind und grenzt im Uhrzeigersinn an folgende Countys: Carroll County, Coweta County und Troup County.
Das County ist Teil der Metropolregion Atlanta.

## Geschichte
Heard County wurde am 22. Dezember 1830 aus Teilen des Carroll County, Coweta County und Troup County gebildet. Benannt wurde es nach Stephen Heard, einem Helden des Revolutionskrieges.

## Demografische Daten
Laut der Volkszählung von 2010 verteilten sich die damaligen 11.834 Einwohner auf 4.400 bewohnte Haushalte, was einen Schnitt von 2,66 Personen pro Haushalt ergibt. Insgesamt bestehen 5.148 Haushalte.
71,8 % der Haushalte waren Familienhaushalte (bestehend aus verheirateten Paaren mit oder ohne Nachkommen bzw. einem Elternteil mit Nachkomme) mit einer durchschnittlichen Größe von 3,14 Personen. In 36,2 % aller Haushalte lebten Kinder unter 18 Jahren sowie in 26,8 % aller Haushalte Personen mit mindestens 65 Jahren.
28,6 % der Bevölkerung waren jünger als 20 Jahre, 22,9 % waren 20 bis 39 Jahre alt, 29,3 % waren 40 bis 59 Jahre alt und 19,4 % waren mindestens 60 Jahre alt. Das mittlere Alter betrug 39 Jahre. 49,7 % der Bevölkerung waren männlich und 50,3 % weiblich.
86,9 % der Bevölkerung bezeichneten sich als Weiße, 9,8 % als Afroamerikaner, 0,3 % als Indianer und 0,5 % als Asian Americans. 0,8 % gaben die Angehörigkeit zu einer anderen Ethnie und 1,7 % zu mehreren Ethnien an. 1,9 % der Bevölkerung bestand aus Hispanics oder Latinos.
Das durchschnittliche Jahreseinkommen pro Haushalt lag bei 41.525 USD, dabei lebten 20,5 % der Bevölkerung unter der Armutsgrenze.

## Kultur und Sehenswürdigkeiten

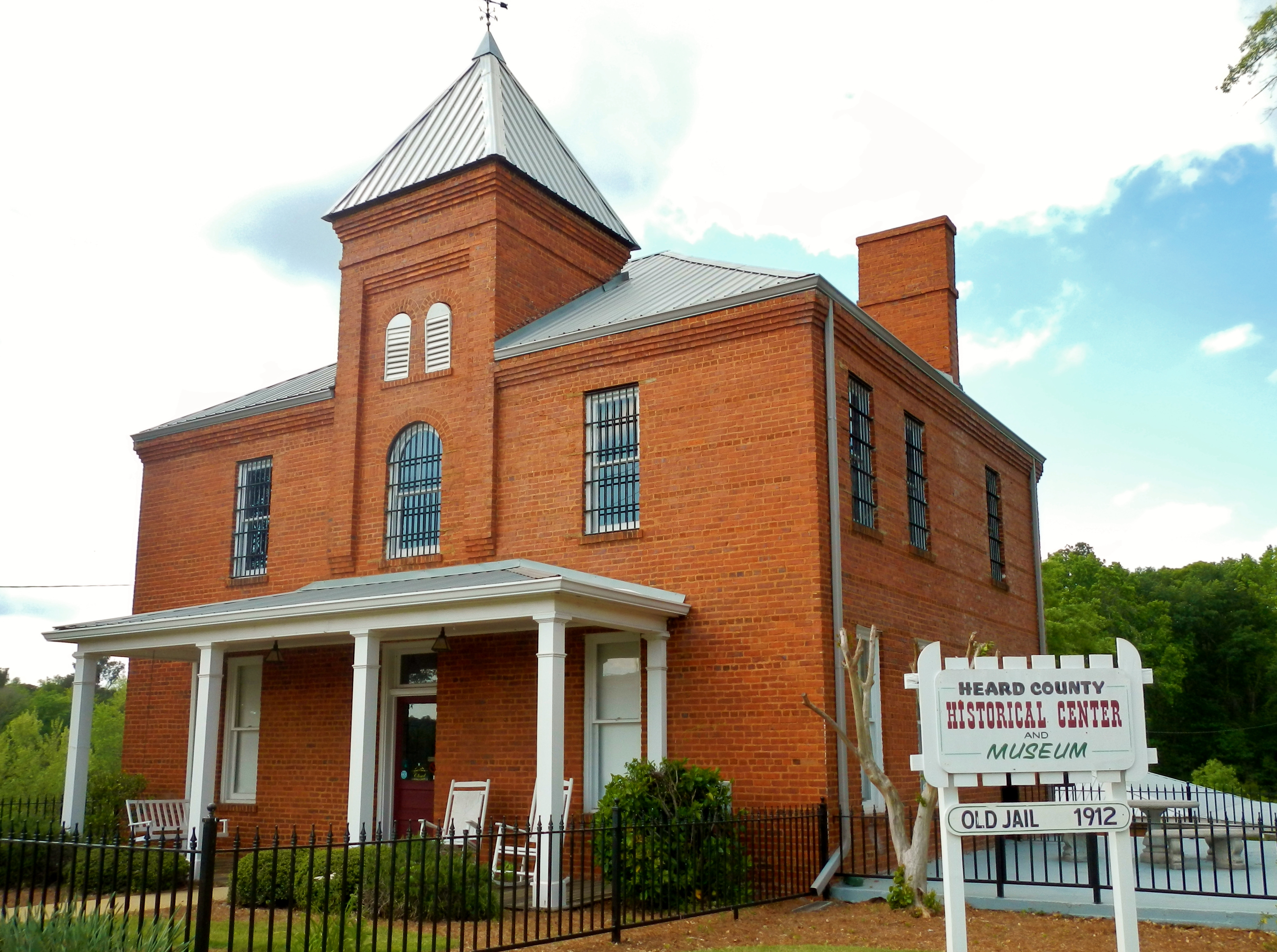
Heard County Jail in Franklin (2012). Dieses ehemalige Countygefängnis mit Sheriffbüro weist Stilelemente der Neuromanik auf, geht auf das Jahr 1912 zurück und diente in dieser Funktion bis 1964. Später wurde es durch die Heard County Historical Society in ein Museum umgebaut. Im Januar 1981 wurde das Heard County Jail als zweites Objekt im County in das NRHP eingetragen.

Zwei Bauwerke im Heard County sind im National Register of Historic Places („Nationales Verzeichnis historischer Orte“; NRHP) eingetragen (Stand 17. Januar 2024), das ehemalige Countygefängnis und das John M. Ware Sr. House.

## Orte im Heard County
Orte im Heard County mit Einwohnerzahlen der Volkszählung von 2010:
Cities
- Ephesus – 427 Einwohner
- Franklin (County Seat) – 993 Einwohner

Town
- Centralhatchee – 408 Einwohner

Hochwasser 2005 im Heard County, ausgelöst durch Hurrikan Dennis